# Zaarouria
Zaarouria è un comune dell'Algeria, situato nella provincia di Souk Ahras.